# イリー イッシモ
イリー イッシモ（illy issimo）は、ザ コカ・コーラ カンパニー（本社：米国・アトランタ）とイッリカッフェ（本社：イタリア・トリエステ）が提携して誕生した新ブランド。2008年4月より欧州10カ国で順次発売を開始し、2009年には、ニューヨークをはじめイタリアでも発売。同年、日本でも東京都内限定で発売を開始した。
日本では2011年4月にリニューアルし、販売範囲を東海・関西に拡大して発売された。2012年10月「イリー イッシモ エスプレッソ ブラック」が全国で発売された。
2016年5月の「イリー ラテ マキアート」以降、「イッシモ」表記が無くなり、ブランド名は「イリー」となった。

## 概要
2009年6月22日に東京都内の先行で、「イリー イッシモ ラテ マキアート」と「イリー イッシモ カフェ」の2商品が発売された。
2011年4月11日に関東、東海、関西限定でリニューアルされた「イリー イッシモ ラテ マキアート」と新たに導入された「エスプレッソ（ブラック無糖）」の2商品が発売された。
2012年10月8日に「イリー イッシモ エスプレッソ ブラック」が「イリー　イッシモ　ラテマキアート160g缶」 に加え全国で発売された。
2013年10月14日に「イリー イッシモ エスプレッソ コン パンナ」が全国で発売された。
2014年10月13日に「イリー イッシモ カフェモカ」175g缶を発売。
2015年10月に「イリー イッシモ エスプレッソ アフォガート」175g缶を発売。
2016年5月10日に「イリー ラテ マキアート」260mlボトル缶がファミリーマート限定で発売された。

## 容器の特徴
パッケージは、海外で展開されている「illy issimo（イリー イッシモ）」のデザインがベース。また、女性の飲用を考慮し、持ち運びに便利で口部が外気に触れない衛生的な再栓可能な容量190gボトル缶を採用。
2011年にリニューアルされ、シンボルカラーである赤を使用した容量160g缶に統一された。
2012年の「イリー イッシモ エスプレッソ ブラック」ではキャップが赤い容量275gのボトル缶で発売された。
2013年～2015年の175g缶はエレガンス缶で発売された。